# 新聞法
新聞法（しんぶんほう）とは、一般に新聞や雑誌などの発行に関して直接または間接的に制限を加える法規のこと。言論・出版の自由・表現の自由との関連が問題となる。
歴史的に多くの国家が新聞法を制定し、今日においても新聞法を持つ国家は存在する。

## 日本における新聞法
日本では現在「新聞法」という名称の法律は存在しないが、過去に新聞記事を統制した法令としては以下のものがある。
- 1869年　新聞紙印行条例
- 1875年　新聞紙条例・讒謗律
- 1886年　太政官布告（国安ヲ妨害スルト認メラルル者ハ内務省ニ於テソノ発行ヲ禁止又ハ停止スヘシ）
- 1909年　新聞紙法

なお、日本における新聞社の株式譲渡制限法（日刊新聞紙の発行を目的とする株式会社の株式の譲渡の制限等に関する法律）が「日刊新聞法」と略される場合がある。

### 被占領期に於ける言論統制
- 連合国軍最高司令官総司令部（GHQ）による言論統制についてはプレスコードを参照。

## その他の新聞法
その他の新聞法については以下を参照のこと。
1. 韓国の新聞法については新聞法 (韓国)を参照。
2. ソビエト連邦において制定された新聞法（反検閲法）についてはグラスノスチを参照。